# Pinkode
 Der er for få eller ingen kildehenvisninger i denne artikel, hvilket er et problem. Du kan hjælpe ved at angive troværdige kilder til de påstande, som fremføres i artiklen.

En pinkode er en personlig kode som bruges til f.eks. mobiltelefoner, netbanker, adgangspaneler og ved betaling med betalingskort. PIN står for "Personal Identification Number".
Pinkoder er ofte på fire cifre, men der findes eksempler på pinkoder med mere end fire cifre.